# Staffan Eklöf
Staffan Eklöf (1965) é um político sueco e membro do Riksdag pelos Democratas Suecos (DS).
Eklöf formou-se com um doutoramento em biologia celular e molecular pela Universidade de Umeå e trabalhou na agência governamental sueca dedicada à agricultura. Ele foi eleito para o Riksdag em 2018, assumindo o assento n.º 96 pelo círculo eleitoral do condado de Halland. No parlamento, ele faz parte da Comissão do Meio Ambiente e Agricultura. Ele também é conselheiro municipal dos Democratas Suecos em Jönköping.